# IS Kullen
Idrottssällskapet Kullen är en orienterings- och friidrottsklubb i Höganäs.
IS Kullen är den klubb i Höganäs som bedriver orientering. Dessutom finns även skidåkning som aktivitet.
IS Kullen bildades 1942 och sysslade med friidrott de första 20 år. Därefter övergick man till orientering och löpning. Även skidåkning står på programmet Föreningen har ca 250 medlemmar. 
Föreningens klubbstuga är Björkerödsgården på Kullaberg med bland annat samlingslokal och bastu samt skog och fri natur inpå knuten.
IS Kullen har i egen regi framställt orienteringskarta och turistkarta över Kullaberg, orienteringskarta över Svedberga kulle och Lerberget, samt ett flertal lär- och skolkartor inom Höganäs kommun.
Föreningen har ett 70-tal aktiva orienterare, som deltar i träningar och tävlingar, varav en stor del ungdomar. Ungdomsverksamheten befrämjas särskilt inom klubben med bl.a. läger, nybörjarkurser och samarbete med skolorna. För mindre aktiva medlemmar och utomstående ordnas en del motionsarrangemang Kullahjul, Naturpasset och poängjakter på Kullaberg. 
På Kullaberg ordnas i mån av snötillgång skidspår med egen scooter. Deltagande i Vasaloppet och Macia Longa i Italien är exempel på långlopp på skidor där klubbens medlemmar brukar deltaga.